# Jolles (geslacht)
De familie Jolles is een Nederlands geslacht dat kooplieden en bestuurders voortbracht.

## Geschiedenis
De stamreeks van het geslacht begint met Jolle Symons uit Koudum die in 1596 daar trouwde met Richle (Gheele) Broers, ook afkomstig uit Koudum. Diens kleinzoon Jolle Simons werd poorter van Amsterdam waarna vele leden van het geslacht daar hun geboorte- en woonplaats kregen. Diens zoon Jolle Jolles (1652-1715) werd de stamvader van alle nakomelingen met de naam Jolles.
In 1923 werd het opgenomen in het genealogische naslagwerk Nederland's Patriciaat; heropname daarin volgde in 1992.

## Bekende telgen
- Mr. dr. Jolle Albertus Jolles (1814-1882), onder andere minister
  - Mr. Adrianus Johannes Eliza Jolles (1843-1897), advocaat-generaal gerechtshof te Amsterdam 1879-1897
    - Mr. Johan Marcus Jolles (1871-1956), vicepresident 1933-1938 en president 1938-1941 gerechtshof te Amsterdam

  - Maurits Aernoud Diederik Jolles (1847-1925), onder andere burgemeester
    - Drs. Tettje Clazina Jolles (1881-1972), eerste vrouwelijke leerling op het gymnasium in Assen; trouwde in 1908 met prof. dr. Jacob Claij (1882-1955), hoogleraar natuurkunde te Bandoeng en Gemeentelijke Universiteit te Amsterdam

  - Cornelis Albertus Jolles (1853-1924), hoofdingenieur-directeur te ‘s-Gravenhage 1906-1912, inspecteur-generaal tit. 1912 Rijkswaterstaat
    - Jolle Albertus Jolles (1888-1946), adjunct-bibliothecaris, hoofd Openbare Leeszaal te Arnhem, folklorist
      - Prof. dr. Hiddo Michiel Jolles (1928-2023), hoogleraar sociologie Universiteit van Amsterdam 1964-1986, adjunct-directeur Nederlandse Organisatie voor Wetenschappelijk Onderzoek te ‘s-Gravenhage
        - Drs. Allard Joost Jolles (1958-2024), architectuurhistoricus en popmuzikant

      - Wolfaart Abo Jolles (1935), docent Engels
        - Chris Jolles (1963), actrice

Geslachten die opgenomen zijn in het sinds 1910 verschijnende genealogische naslagwerk Nederland's Patriciaat. Lijst volgens opgave van het CBG Centrum voor familiegeschiedenis.
A · B · C · D · E · F · G · H · I · J · K · L · M · N · O · P · Q · R · S · T · U · V · W · Y · Z